# Biblioteca de Nague Hamadi
Biblioteca de Nag Hammadi[a] é uma coleção de textos gnósticos do cristianismo primitivo (período que vai da fundação até o Primeiro Concílio de Niceia em 325) descoberta na região do Alto Egito, perto da cidade de Nag Hammadi em 1945, por um camponês local chamado Mohammed Ali Samman, que encontrou uma jarra selada enterrada que continha treze códices de papiro embrulhados em couro.
Os códices contêm cinquenta e dois textos, em sua maioria gnósticos, além de incluírem três trabalhos pertencentes ao Corpus Hermeticum e uma tradução/alteração parcial da A República de Platão.
James M. Robinson, na introdução de sua obra The Nag Hammadi Library in English, sugere que estes códices podem ter pertencido ao monastério de São Pacômio localizado nas redondezas e teriam sido enterrados após o bispo Atanásio de Alexandria ter condenado, em 367, o uso não crítico de versões não canônicas dos testamentos, em sua Carta Festiva, após o Primeiro Concílio de Niceia (325). Naquele contexto, para evitar a destruição dos textos, alguns monges teriam pegado os livros proibidos e os escondido em potes de barro na base de um penhasco chamado Djebel El-Tarif, onde ficariam esquecidos e protegidos por mais de 1500 anos.
Os textos nos códices estão escritos em copta, embora todos os trabalhos sejam traduções do grego. O mais conhecido trabalho é provavelmente o Evangelho de Tomé, cujo único texto completo está na Biblioteca de Nague Hamadi.
Atualmente, todos os códices estão preservados no Museu Copta no Cairo, Egito.

## Descoberta em Nag Hammadi

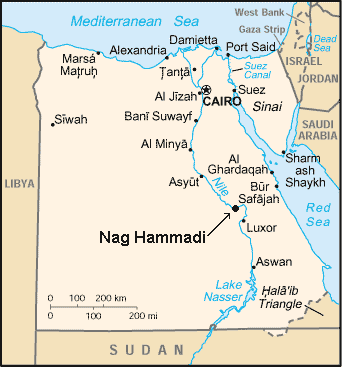
O local da descoberta, Nague Hamadi no mapa do Egito

A história da descoberta da Biblioteca de Nag Hammadi em 1945 já foi descrita como sendo "tão fascinante quanto o conteúdo dos textos". Em dezembro daquele ano, dois irmãos egípcios encontraram diversos papiros numa grande jarra de argila enquanto procuravam por fertilizante em cavernas de rocha calcária perto da atual Hanra Dom no Alto Egito. A descoberta não foi inicialmente reportada por nenhum dos irmãos, que tentaram ganhar dinheiro pelos manuscritos vendendo-os individualmente. Conta-se também que a mãe dos irmãos queimou diversos dos manuscritos, preocupada, aparentemente, de que os textos pudessem ter 'efeitos funestos'. Como resultado, o que passou a ser conhecido como "Biblioteca de Nag Hammadi" foi uma acumulação gradual de achados e sua importância passou despercebida por algum tempo após os achados iniciais.
Em 1946, os irmãos se envolveram numa rixa e deixaram os manuscritos com um sacerdote Copta, cujo cunhado, em outubro daquele ano, vendeu um dos códices ao Museu Copta no Cairo (Codex III na coleção atual). O especialista em copta e história das religiões residente Jean Dorese, percebendo a importância do achado, publicou a primeira referência a ele em 1948. Com o passar dos anos, a maioria dos códices foram passados pelo sacerdote para um antiquário cipriota no Cairo e em seguida retidos pelo Departamento de Antiguidades, que temia que eles fossem vendidos fora do país. Após a revolução de 1956, os textos foram entregues ao Museu Copta e declarados tesouro nacional egípcio.

## Códice Jung
Enquanto isso, um único códice foi vendido no Cairo para um antiquário belga. Após tentativas de vendê-lo tanto em Nova Iorque e Paris, ele foi adquirido pelo Instituto Carl Gustav Jung, Zurique, em 1951, através da mediação de Gilles Quispel. A intenção era que o códice fosse um presente de aniversário ao famoso psiquiatra e, por isso, este códice é conhecido como Codex Jung (Codex I na coleção).
A morte de Jung em 1961 provocou uma disputa sobre a posse do Codex Jung, atrasando a entrega das páginas ao Museu Copta somente em 1975, após a primeira edição do texto já ter sido publicada. E assim, todos os papiros foram finalmente reunidos no Cairo.

## Tradução
A primeira edição de um dos textos encontrados em Nag Hammadi foi do Codex Jung, do qual uma tradução parcial apareceu no Cairo em 1956. Dadas as condições políticas no Egito na época, tratados individuais se seguiram vagarosamente tanto do Cairo quanto de Zurique.
Esta situação mudou apenas em 1966, com a realização do Congresso de Messina na Itália. Nesta conferência, cujo objetivo era fomentar o consenso dos especialistas na definição do que é Gnosticismo, James M. Robinson, um especialista em Religião, reuniu um grupo de editores e tradutores na tarefa de publicar uma edição bílingue dos códices de Nague Hamadi em inglês, em colaboração com o Instituto de Antiguidades e Cristianismo na Universidade de Claremont em Claremont, California. Robinson foi eleito secretário do Comitê Internacional pelos Códices de Nague Hamadi, formado em 1970 pela UNESCO e o Ministério Egípcio de Cultura.
A tradução de James M. Robinson foi publicada inicialmente em 1977, com o nome The Nag Hammadi Library in English, em colaboração entre E.J.Brill e Harper & Row. A edição em um único volume, de acordo com Robinson, "marcou o fim do estágio um do estudo de Nague Hamadi e o início de outro" (do prefácio da terceira edição revisada americana). Edições em paperback seguiram em 1981 e 1984. Uma edição revisada completa foi publicada em 1988 marcando o estágio final na divulgação de textos gnósticos para o público em geral — o conjunto completo de códices foi finalmente disponibilizado, de maneira não adulterada, para pessoas do mundo todo, em diversas línguas.
O trabalho acadêmico mais conhecido de George W. MacRae, reitor em exercício da Harvard Divinity School, foi sua tradução e interpretação dos manuscritos coptas descobertos em Nag Hammadi, no Egito, em 1946, suas traduções trouxeram um melhor conhecimento sobre o gnosticismo e as primeiras origens do cristianismo.

## Códices de Nague Hamadi

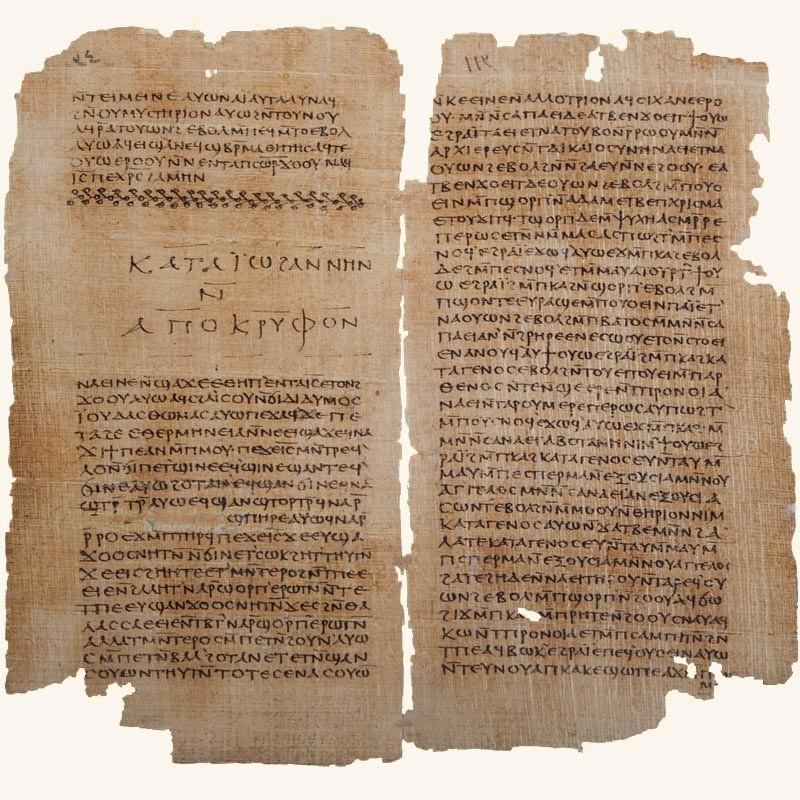
Papiro contendo o Apócrifo de João, século II. Museu Copta do Cairo

### Códice I (Códice Jung)
- NHC I, 1 — Oração do Apóstolo Paulo — um texto com características valentinianas;[9]
- NHC I, 2 — Apócrifo de Tiago também conhecido como o O Livro Secreto de Tiago — descreve os ensinamentos secretos de Jesus a Pedro e Tiago, o Justo, passados no período entre a Ressurreição e a Ascensão. Um tema central é o de que é preciso aceitar o sofrimento como inevitável;[10]
- NHC I, 3 — O Evangelho da Verdade — texto com características (valentinianas) — escrito entre 140 e 180;[11]
- NHC I, 4 — Tratado sobre a ressurreição — O texto defende a tese de que a ressurreição de Jesus foi um fenômeno real e não apenas metafórico. O texto sustenta que Jesus "viveu como carne" e era "humano e divino", ou seja, o autor rejeitava o docetismo, teoria frequentemente defendida entre os gnósticos. O texto também diz que Jesus "se apresentou como o Filho de Deus";[12]
- NHC I, 5 — Tratado tripartite — texto com características (valentinianas), provavelmente escrito entre o início e meados do século III, que lida, primordialmente, com a relação entre os Éon (gnosticismo) e o Filho. Ele é dividido é três partes, que tratam:
  - Do determinismo do Pai e o livre-arbítrio da hipóstase dos Arcontes.
  - A criação da humanidade, o Mal e a queda do "Anthropos" (Primeiro Homem).
  - Uma variedade de teologias: a tripartição da humanidade, as ações do Salvador e a Ascensão dos salvos para a Unidade.[13][14]

### Códice II
- NHC II, 1 — Apócrifo de João a versão longa — Trata-se de um texto, escrito antes de 180, que era utilizado pela seita gnóstica setiana;[15]
- NHC II, 2 — Evangelho de Tomé — Lista de 114 ditos atribuídos a Jesus;[16]
- NHC II, 3 — Evangelho de Filipe — À semelhança do Evangelho de Tomé, é um evangelho de ditos, ou seja, uma coleção de sentenças atribuídas a Jesus. Segundo Elaine Pagels trata-se de uma obra identificada com as teses defendidas pela seita gnóstica valentiana;[17]
- NHC II, 4 — Hipóstase dos Arcontes ou A Realidade dos Regentes que é uma exegese dos seis primeiros capítulos do Livro do Gênesis[18] que expressa uma mitologia gnóstica da criação do cosmos e da humanidade, bastante similar à contida no Apócrifo de João, que era utilizado pela seita gnóstica setiana;[19]
- NHC II, 5 — Sobre a origem do mundo — texto gnóstico que aborda a criação e o fim dos tempos, com muitos ponto em comum com: Hipóstase dos Arcontes;[20]
- NHC II, 6 — Exegese da alma — texto gnóstico que compara a alma a uma mulher que caiu da perfeição para a prostituição, e da ação do Pai a eleva novamente ao seu estado perfeito original;[21] e
- NHC II, 7 — Livro de Tomé o Adversário — Contém um suposto diálogo entre Jesus e o Apóstolo Tomé, supostamente anotado pelo Apóstolo Matias.[22]

### Códice III
- NHC III, 1 — Apócrifo de João a versão curta — Trata-se de um texto, escrito antes de 180, que era utilizado pela seita gnóstica setiana;[15]
- NHC III, 2 — Livro Sagrado do Grande Espírito Invisível, também conhecido por Evangelho dos Egípcios — Trata, principalmente do entendimento Gnóstico Setiano sobre a criação do mundo e de como Sete, teria encarnou como Jesus para livrar as almas das pessoas da prisão maligna que é a criação;[23][24]
- NHC III, 3 — Eugnostos, o abençoado (também conhecido como Primeira Epístola de Eugnosto[25] ou Carta de Eugnosto, o Bem-aventurado[26]) — Por meio de uma linguagem que mescla o teor filosófico e conteúdo típico de hinos, a obra mostra o Deus transcendente que reina sobre o universo espiritual. Há uma grande coerência na organização do tratado, que inicia no que está escondido e progride até o que é manifesto, e cujo princípio, recorrente entre os Gnósticos, é a necessidade de descobrir o invisível no que é visível, o que seria possível apenas através de uma revelação;[27]
- NHC III, 4 — Sofia de Jesus Cristo — Tem um conteúdo similar ao da Epístola de Eugnostos, talvez uma versão expandida, voltada para o público cristão;[28]
- NHC III, 5 — Diálogo do Salvador — Trata-se de texto muito danificado, cujas partes recuperadas indicam que o conteúdo geral é um diálogo com Jesus, que inclui diversos temas, tais como: conhecimento esotérico e a sua busca, a criação do mundo, entre outros.[29]

### Códice IV
- NHC IV, 1 — Apócrifo de João a versão curta — Trata-se de um texto, escrito antes de 180, que era utilizado pela seita gnóstica setiana;[15] e
- NHC IV, 2 — Livro Sagrado do Grande Espírito Invisível — Trata, principalmente do entendimento Gnóstico Setiano sobre a criação do mundo e de como Sete, teria encarnou como Jesus para livrar as almas das pessoas da prisão maligna que é a criação.[23][24]

### Códice V
- NHC V, 1 — Eugnostos, o abençoado — (também conhecido como Primeira Epístola de Eugnosto[25] ou Carta de Eugnosto, o Bem-aventurado[26]) — Por meio de uma linguagem que mescla o teor filosófico e conteúdo típico de hinos, a obra mostra o Deus transcendente que reina sobre o universo espiritual. Há uma grande coerência na organização do tratado, que inicia no que está escondido e progride até o que é manifesto, e cujo princípio, recorrente entre os Gnósticos, é a necessidade de descobrir o invisível no que é visível, o que seria possível apenas através de uma revelação;[27]
- NHC V, 2 — Apocalipse Copta de Paulo — O texto Gnóstico descreve a ascensão de Paulo através de vários estágios do Ceú, com Yaldabaoth (descrito como um velho num trono) tentando evitar. Uma alma que não tem conhecimento (Gnosis) requerido para derrotar Yaldabaoth é enviada de volta para ser reencarnada;[30]
- NHC V, 3 — Primeiro Apocalipse de Tiago ou Primeira Revelação de Tiago — O texto é primordialmente um Diálogo ou Discurso entre Tiago, o Justo (o irmão de Jesus) — e Jesus, com um relato fragmentado sobre o martírio de São Tiago anexado ao final do manuscrito e conectado ao resto por uma referência oblíqua à crucificação. A primeira parte do texto descreve a compreensível preocupação de Tiago em ser crucificado enquanto que a parte final descreve as senhas secretas dadas a Tiago para que ele possa ascender ao mais alto dos céus (dentre setenta e dois) após morrer, sem ser impedido pelos poderes malignos do Demiurgo (Yaldabaoth);[31]
- NHC V, 4 — Segundo Apocalipse de Tiago ou Segunda Revelação de Tiago — O texto que descreve o julgamento e o martírio de Tiago, o Justo;[32] e
- NHC V, 5 — Apocalipse de Adão ou Revelação de Adão — No texto, Adão conta para o seu filho Seth como ele adquiriu conhecimento sobre o Deus eterno de Eva, mas este conhecimento se perdeu na Queda. Trata-se de um texto, provavelmente, produzido pela seita gnóstica setiana.[33]

### Códice VI
- NHC VI, 1 — Os Atos de Pedro e dos Doze Apóstolos — O texto contém duas partes, uma alegoria inicial e uma exposição gnóstica sobre o seu significado — A alegoria uma versão estendida da Parábola da Pérola do Evangelho segundo Mateus (13:45-46), na qual um comerciante de pérolas está vendendo uma pérola por um ótimo preço, mas os ricos não se interessam, os pobres que se interessam, descobrem que a pérola está na cidade natal do comerciante e, portanto, devem fazer uma árdua jornada. No final, o próprio comerciante se revela como sendo Jesus.[34]
- NHC VI, 2 — O Trovão: a Mente Perfeita — trata-se de um extenso e enigmático monólogo no qual o Salvador imanente discorre sobre uma série de afirmações paradoxais sobre a natureza feminina da divindade. O trabalho como um todo tem a forma de um poema com estrofes paralelas, nas quais divindades femininas (Isis e Sophia) expõem suas virtudes para uma plateia atenta e a admoesta a procurar alcançá-las. Os enigmas do poema pressupõem um mito Gnóstico clássico, como o que é encontrado na "Hipóstase dos Arcontes" ou no "Apócrifo de João".[35]
- NHC VI, 3 — Discurso Autorizado — Alguns estudiosos entendem que não se trata de um texto gnóstico, mas sim um tratado sobre o ascetismo da tradição romana[36] e nem um texto claramente cristão ou judaico por não conter menções a Cristo ou às escrituras.[37]

É uma exposição da origem, condição e definitiva felicidade da alma, ao descrever a vida da alma, o texto torna-se bastante metafórico. Embora não inclua o mito gnóstico que descreve a origem do mundo, o texto pressupõe certas ideias gnósticas como de que a alma possui origem celestial e, portanto, conflita com o mundo material. Em contato como o mundo material, a alma se distrai e cria apegos terrenos, no entanto, Deus, o pai cuida da alma e a avisa sobre esses apegos que são: a luxúria, soberba, avareza, fraude, ignorância, inveja e vaidade.
É parte da especulação ascética da tradição religiosa romana, embora descoberto como parte de uma coleção de textos produzidos em um monastério cristão, o tratado não seria um texto cristão nem gnóstico mas um dos poucos tratados que inclui uma tradução de uma seleção de Homero e uma seleção da Sentenças de Sexto, por ser parte da chamada biblioteca gnóstica, o Discurso Autorizado tem sido escassamente estudado e nunca fora estudado como parte da tradição asceta romana;
- NHC VI, 4 — O Conceito do Nosso Grande Poder — Trata-se apocalipse gnóstico cristão,[40] que proclama momentos importantes na história da salvação, providenciando uma visão gnóstica da criação, do dilúvio, da origem do mal, o Salvador descendo até o inferno e humilhando os arcontes, o anticristo e a consumação final. Nos moldes das histórias apocalípticas, a história é dividida em vários períodos principais: o Éon carnal que é terminado pelo dilúvio, o eon psíquico ou natural quando o Salvador aparece e o éon indestrutível do futuro;[41][42][43]
- NHC VI, 5 — A República de Platão
- NHC VI, 6 — O Discurso sobre o Oitavo e o Nono ou Discurso sobre a Ogdóade e a Enéade[44] — Trata-se um dos três textos herméticos existentes na Biblioteca de Nague Hamadi. O texto é basicamente sobre a ascensão a reinos exaltados de iluminação espiritual.[45] Na morte, a alma deveria viajar por sete esferas e depois de chegar com sucesso alcançaria o oitavo e nono nível, onde a alma poderia experimentar a felicidade ou êxtase verdadeiro. O tratado possivelmente assume outra esfera mais alta, a décima esfera, onde deus habita, mas isso não é esclarecido.[46]

Hermes Trimegisto instrui um iniciado sobre o conhecimento secreto e o guia para uma experiência extático para o oitavo e o nono níveis, o iniciado com o mistagogo apresente uma prece e um hino silencioso de elogio ao divino: ele recebeu a luz divina, a vida e o amor. O tratado encerra com um conjunto de instruções para a preservação do livro, incluindo juramentos para o uso cautelar das palavras de Hermes;
- NHC VI, 7 — A Oração de Ação de Graças — Em latim, a obra é conhecida como "De Hermes Trismegisto: livro sagrado dedicado a Esculápio".
- NHC VI, 8 — Asclépio 21-29 ou Excerto do Discurso Perfeito, Apocalipse de Asclépio[47] — Em latim, a obra é conhecida como "De Hermes Trismegisto: livro sagrado dedicado a Esculápio".

Estes fragmentos de Nague Hamadi consistem nos capítulos 21 a 29 do "Discurso Perfeito" em copta:
1. O sexo, mistério divino (21)
2. Os deuses terrenos, o caráter divino do homem, o homem criador de deuses (22-24)
3. A profecia: morte e regeneração do cosmos (24-27)
4. Sobre a morte e a imortalidade: julgamento das almas (27-29)

O texto foi escrito num formato de diálogo entre Hermes Trismegisto e seu discípulo Asclépio, que começa com uma comparação assombrosamente explícita entre as relações sexuais e a iniciação nos mistérios sagrados (65, 35). Esta associação também está presente no Discurso sobre a Ogdóade e a Enéade (NH VI, 7). Prossegue uma discussão sobre a origem e a natureza da humanidade.

### Códice VII
- NHC VII, 1 — Paráfrase de Sem — É um escrito apocalíptico sobre a ascensão de Sem e sua posterior volta à Terra. O texto começa descrevendo três poderes: Luz, Espírito e Trevas. A Luz é um poder dominante da razão que se opões às Trevas, que é um poder malévolo do caos. O manso poder do Espírito está entre eles.[49]
- NHC VII, 2 — Segundo tratado do grande Sete — Trata-se de um texto gnóstico, cuja composição é datada na segunda metade do século II.[50] Sete é citado na Bíblia como sendo filho de Adão e Eva (Gênesis 4:25 e seguintes). Segundo alguns gnósticos, Sete foi o primeiro a receber a revelação da gnose e, portanto, Jesus seria uma reencarnação de Sete.

Assim como no Apocalipse Gnóstico de Pedro (NHC VII, 3), segundo o texto, Jesus não teria morrido na cruz e sim outra pessoa: Simão Cireneu, enquanto Jesus ficou vivo, entretido com a ignorância e tolice dos governantes;
- NHC VII, 3 — A Revelação de Pedro ou Apocalipse gnóstico de Pedro[53] — Assim como: Segundo Tratado do Grande Sete, defende a tese de que outra pessoa foi crucificada no lugar de Jesus;[54]
- NHC VII, 4 — Ensinamentos de Silvano — Trata-se de um texto com poucas características gnósticas, sendo maioria de seus ensinamentos, compatíveis com os adotados pelos cristãos hegemônicos. O autor é desconhecido, mas o livro é atribuído ao companheiro de Pedro e Paulo chamado "Silas" (Atos 15);[55][56] e
- NHC VII, 5 — As três estelas de Sete — Conta sobre uma revelação feita à Dositeu, o samaritano, sobre três estelas (textos gravados em rochas esculpidas para este fim). Acredita-se que o texto seja da seita gnósticos setiana (a seita que crê no Sete bíblico teria reencarnado como Jesus). O texto é provavelmente uma obra do século 3, época na qual os setianos estavam se afastando do Cristianismo e se aproximando do Platonismo.[57]

### Códice VIII
- NHC VIII, 1 — Zostrianos — é um texto que era utilizado pela seita Gnóstica Setiana. A cópia disponível está muito danificada, com muitas palavras ilegíveis. Assim como Marsanes (no Códice X) e Alógenes (Códice XI), o texto trata de uma visão recebida por um tal Zostrianos, explicando e enumerando em grande detalhe as emanações que os Gnósticos acreditam serem produzidas por Deus na cosmogonia Gnóstica. Indicações no texto fazem crer que os Setianos já tinham desenvolvido ideias Monistas, um tema do Platonismo que acredita-se ter se tornado parte do Setianismo por volta do final do século III;[58] e
- NHC VIII, 2 — A Epístola de Pedro a Filipe — Esse texto gnóstico, conta uma ocasião na qual, após orarem no Monte das Oliveiras, os apóstolos foram visitados por uma grande luz do céu que se identificou como “Jesus Cristo que está convosco para sempre”, que começou a ensinar os apóstolos sobre os éons e seu pleroma, seguido por uma série de perguntas dos apóstolos sobre suas lutas contra os arcontese e quanto eles devem sofrer por causa de sua fé.[59][60]

### Códice IX
- NHC IX, 1 — Melquisedeque;
- NHC IX, 2 — O Pensamento de Norea — Acredita-se que o texto seja de um seita gnóstica setiana — O texto, que contém apenas quatro parágrafos, é uma ode a Norea, uma das emanações da cosmogonia gnóstica, a sizígia de Adão e Sofia após sua queda em desgraça. Norea tem várias identidades dentro do gnosticismo: a filha de Eva e esposa e irmã de Sete, ou esposa de Noé ou Sem. Norea é apresentada como conectada a Sofia e exemplifica a jornada da alma para adquirir o conhecimento divino necessário para a salvação;[61] e
- NHC IX, 3 — Testemunho da Verdade — O texto questiona o poder salvífico do sacrifício de Jesus e conta a história do Jardim do Éden na perspectiva gnóstica.[61]

### Códice X
- NHC X, 1 — Marsanes ou Marsano — o texto era utilizado pela seita Gnóstica Setiana e descreve uma complexa cosmogonia esotérica de sucessivas emanações de um Deus original. No texto é possível encontrar indicações que os Setianos desenvolveram idéias Monistas, comparáveis às noções de Heráclito sobre a perfeição e permanência universais expressas através da manutenção constante da massa das "coisas" que nele existem (ou seja, toda matéria no universo pode apenas mudar de forma, não podendo ser criada ou destruída). O pensamento gnóstico se expressa por meio da discussão do texto sobre o poder do conhecimento sagrado, que pode permitir que os leitores ascendam pelos níveis do universo até chegarem ao céu mais elevado, onde Deus reside.[62]

### Códice XI
- NHC XI, 1 — A Interpretação do conhecimento;
- NHC XI, 2 — Exposição Valentiana (Sobre a Unção, Sobre o Batismo (A e B) e Sobre a Eucaristia (A e B));
- NHC XI, 3 — Alógenes ou Alógenes, o Estrangeiro — Alógenes descreve como ele superou seu medo e ignorância e ascendeu ao reino esotérico de Deus como entendido pelos gnósticos (O Pai Inefável).[63]

Trata-se de um texto não cristão, totalmente gnóstico; que foi utilizado pela seita Setiana. Nesse texto, Allogenes é uma alegoria para representar Sete.
O texto começa com um Allogenes contando a seu filho Mesos um diálogo com um anjo, Youel, revelando a ele aspectos do Triplo-Poderoso, um ser mais poderoso do que Deus.
Depois, Allogenes ascende a um encontro com "o Deus inefável e Incognoscível.", no qual foi guiado ao Aeon de Barbelo pelos Luminares, que se engajam na Teologia Negativa ou Apofática.
Depois, uma autoridade não identificada ordena que Allogenes escreva o que aprendeu e o coloque em uma montanha, sob guarda, com um oráculo; e
- NHC XI, 4 — Hipsifrone — Texto utilizado pela seita gnóstica setiana — é um típico livro de revelações, semelhante aos diálogos de revelação dos Gnósticos.[66]

### Códice XII
- NHC XII, 1 — Sentenças de Sexto — Coleção de frases/ensinamentos, com teor pitagórico atribuídas à Quinto Séxtio.[67]
- NHC XII, 2 — Evangelho da Verdade — texto com características (valentinianas) — escrito entre 140 e 180[11]
- NHC XII, 3 — Fragmentos

### Códice XIII
- NHC XIII, 1 — Protenoia trimórfica — Texto típico da seita gnóstica setiana — acredita-se que o texto seja da metade do século II DC — Similar ao Apócrifo de João e similar, em estilo, ao Evangelho segundo João. O título do texto significa As Três Formas do Primeiro Pensamento. O texto é uma explicação da natureza contém uma Cosmogonia compatível com uma visão docética de Jesus. O texto está escrito como se fosse Deus (o pensamento trimórfico) que o escreveu. Parece ter sido escrito para iniciado em nível mais avançado.[68]
- NHC XIII, 2 — Sobre a Origem do Mundo — texto gnóstico que aborda a criação e o fim dos tempos, com muitos ponto em comum com: Hipóstase dos Arcontes[20]
- NHC XIII, 3 — Evangelho de Maria Madalena — texto gnóstico no qual Maria Madalena responde a perguntas sobre Jesus, após a sua ascensão.[69]

O chamado "Códice XIII" não é na verdade um códice, mas de fato o texto de Protenóia Trimórfica escrita em "…oito folhas removidas de um décimo-terceiro livro ainda na Antiguidade e enfiado dentro da capa do sexto." (Robinson, NHLE, p. 10). Apenas umas poucas linhas do início de Sobre a origem do mundo são distinguíveis no final da oitava página.